# UDP-Glykogensynthase
Die UDP-Glykogensynthase (Gen: GYS) ist die beim Menschen, Tieren und Pilzen vorkommende Glykogensynthase, ein Enzym, das für den Aufbau von Glykogen im Stoffwechsel unentbehrlich ist. Zwei Isoformen sind bekannt, die Muskel-Glykogensynthase (Gen: GYS1) und die Leber-Glykogensynthase (GYS2). Mutationen an den GYS-Genen können erblichen Glykogensynthasemangel, und damit die sehr seltene Glykogenspeicherkrankheit vom Typ 0 verursachen.

## Funktion
Hauptaufgabe dieses regulierten Schlüsselenzyms des Glykogenstoffwechsel ist die Polymerisation von Glucose in α-1-4-glykosidischer Bindung. Dies geschieht im vorletzten Schritt der Glykogensynthese. Dabei wird unter Abspaltung von UDP UDP-Glucose (gebildet aus UTP und Glucose) endständig an bereits vorhandene Glykogenketten angehängt. Letztere sind Voraussetzung für die Reaktion und werden durch Initiierungsschritte durch das Glykogenin („priming glucosyltransferase“) bereitgestellt. Eine Polymerisation an freier, nicht an Glykogeninketten fixierter Glucose findet nicht statt.

## Regulation

### Regulation durch Phosphorylierung
Die Regulation der Glykogen-Synthase findet, wie bei fast allen wichtigen Schlüsselenzymen des Stoffwechsels,  durch Phosphorylierung und Dephosphorylierung statt. Im Falle der Glykogensynthase geschieht dies durch den Insulin-/Glucagonspiegel, der über eine G-Protein-Kaskade die Bereitstellung eines Second Messengers zur Folge hat. Hierdurch werden entsprechende Kinasen oder Phosphatasen aktiviert, die zur Phosphorylierung bzw. Dephosphorylierung von Enzymen führen. Hierbei gilt: Phosphorylierung durch Kinasen führt zu beschränkter
Enzymaktivität und Dephosphorylierung durch Phosphatasen zur vollständigen Enzymaktivität.
Die konkreten Einzelreaktionen sind: Insulin deaktiviert Glykogensynthase-Kinase 3, die im Ruhezustand die Glykogensynthase phosphoryliert. Dephosphoryliert wird sie durch die Proteinphosphatase 1 (PP1). Inwieweit diese PP1-Aktivität durch Insulin beeinflusst wird, ist nach wie vor unklar. Glucagon dagegen aktiviert Proteinkinase A, die die Glykogen-Synthase phosphoryliert.

### Partielle Aktivität
Die Glykogensynthase ist in ihrer phosphorylierten Form nicht vollständig inaktiviert. Vielmehr besitzt sie eine konzentrationsabhängige Aktivität. Durch eine hohe Konzentration an Glucose-6-phosphat wird sie partiell aktiviert.